# فرد وارنر (لاعب كرة قدم أمريكية)
فرد وارنر (بالإنجليزية: Fred Warner)‏ هو لاعب كرة قدم أمريكية أمريكي، ولد في 19 نوفمبر 1996 في سان ماركوس في الولايات المتحدة.

## وصلات خارجية
- فرد وارنر على موقع إي إس بي إن.كوم (أن.أف.أل)3
- فرد وارنر على موقع مرجع كرة القدم المحترفة.كوم (الإنجليزية)
- فرد وارنر على موقع كلية كرة القدم في سبورتس رفرنس.كوم (الإنجليزية)